# Јосеф Смистик
Јосеф Смистик (Беч, 28. новембар 1905 — Беч, 28. новембар 1985) био је аустријски фудбалер и тренер. Смистик је играо углавном у везном реду на позицији крила, али је могао да игра и као дефанзивац. Веома свестран играч Смистик је био познат по својој снази, издржљивости и дугим лоптама. Био је капитен чувеног аустријског тима на репрезентативном нивоу.
На клупском нивоу играо је за Рапид из Беча.
Касније је тренирао ФК Штадлау и Аустрију Беч.